# 凤凰寺大殿
凤凰寺大殿，位于中国福建省福州市永泰县同安镇洋头村，为一个省级文物保护单位，类型为古建筑，为第五批福建省文物保护单位，公布时间为2001年1月20日。
凤凰寺大殿的历史年代为明朝。